# Біломісне (Бєлгородський район)
Біломісне (рос. Беломестное) — село у Бєлгородському районі Бєлгородської області Російської Федерації.
Населення становить 1210  осіб. Входить до складу муніципального утворення Біломістненське сільське поселення.

## Історія
Населений пункт розташований у східній частині української суцільної етнічної території — східній Слобожанщині.
Згідно із законом від 20 грудня 2004 року № 159 від 1 січня 2006 року належить до муніципального утворення Біломістненське сільське поселення.

## Населення
| 2002 | 2010  |
| ---- | ----- |
| 1150 | ↗1210 |